# Santa Caterina (Palermo)
De Santa Caterina d'Alessandria d'Egitto is een kerk in Palermo die is gelegen tussen de Piazza Bellini en de Piazza Pretoria in het historische centrum van de stad.

## Geschiedenis
In 1310 beschikte de vermogende Benvenuta Mastrangelo Santafiore in haar testament dat een nonnenklooster moest worden opgericht dat onder de Dominicaner orde zou vallen. Het nieuwe klooster was gewijd aan de heilige Catharina van Alexandrië en stond op de plaats van het oude paleis van Joris van Antiochië, admiraal van Rogier II van Sicilië.
In 1532 werd besloten het gebouw uit te breiden. Onder leiding van moeder overste Maria del Carretto werd de kerk tussen 1566 en 1596 herbouwd. Waarschijnlijk waren de architecten Francesco Camilliani uit Florence en Antonio Muttone uit Lombardije bij het project betrokken. De koepel was een ontwerp van Francesco Ferrigno. Op 24 november 1596 werd de kerk ingewijd. 
Tijdens de negentiende eeuw werd de kerk tijdens verschillende oorlogen en opstanden beschadigd. 

## Beschrijving
De façade bestaat uit twee delen en wordt door paren lisenen in vlakken verdeeld. Een dubbele trap leidt naar het hoofdportaal dat gesierd wordt door een beeld van de heilige Catharina uit 1685 in een aedicula.
Zoals de meeste kerken van vrouwenorden in die tijd heeft de Santa Catarina een enkel schip. De decoratie van het interieur stamt voor het grootste deel uit de zeventiende en achttiende eeuw. De muren en kapellen zijn versierd met veelkleurig marmer en stucwerk. Een opvallend kunstwerk is het haut-reliëf met een voorstelling van Jona en de vis van de hand van de relatief onbekende Giovan Battista Ragusa (overleden in 1727). In een sarcofaag achter het hoofdaltaar werd Maria dell Carretto bijgezet.
In 1744 schilderde Filippo Randazzo het fresco met de Triomf van de heilige Catharina op het gewelf van het schip. De schilderingen in de koepel (1751) zijn van de hand van Vito d’Anna en stellen de Triomf van de heilige Dominicanen voor. Het gewelf van het presbyterium ten slotte werd door Antonio en Paolo Filocamo beschilderd, De ziel rijst glorieus naar de hemel.

## Afbeeldingen

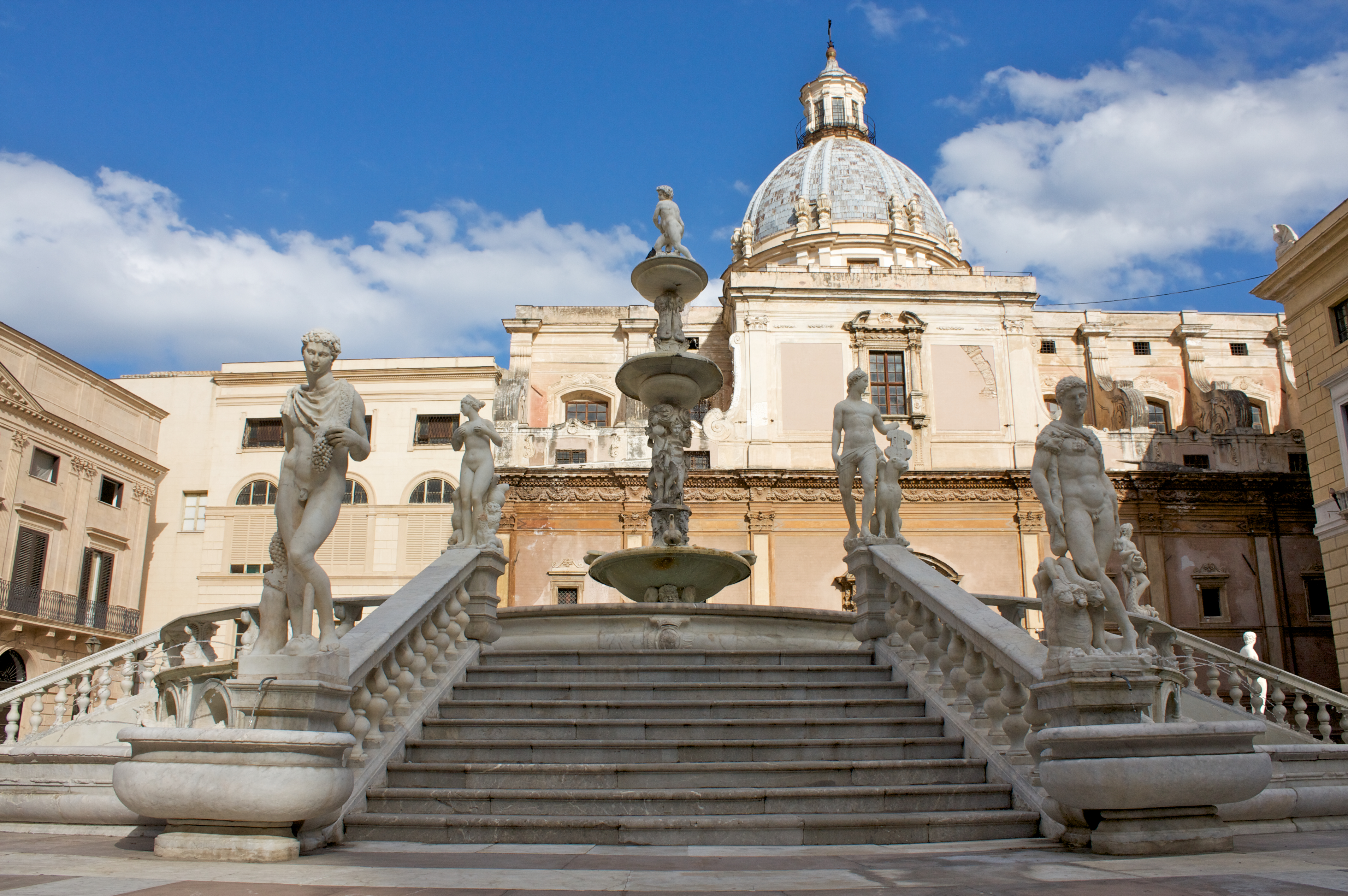
de koepel met de Fontana Pretoria
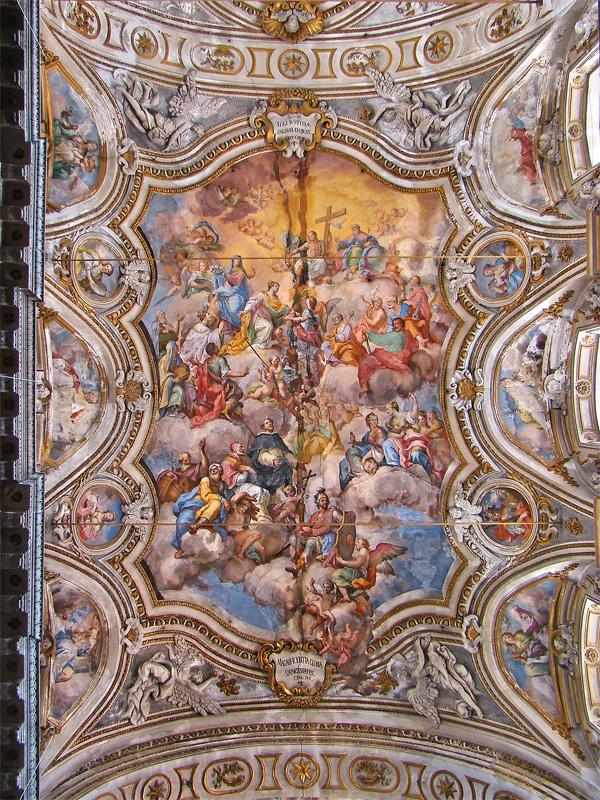
gewelf van het schip, Triomf van de heilige Catharina
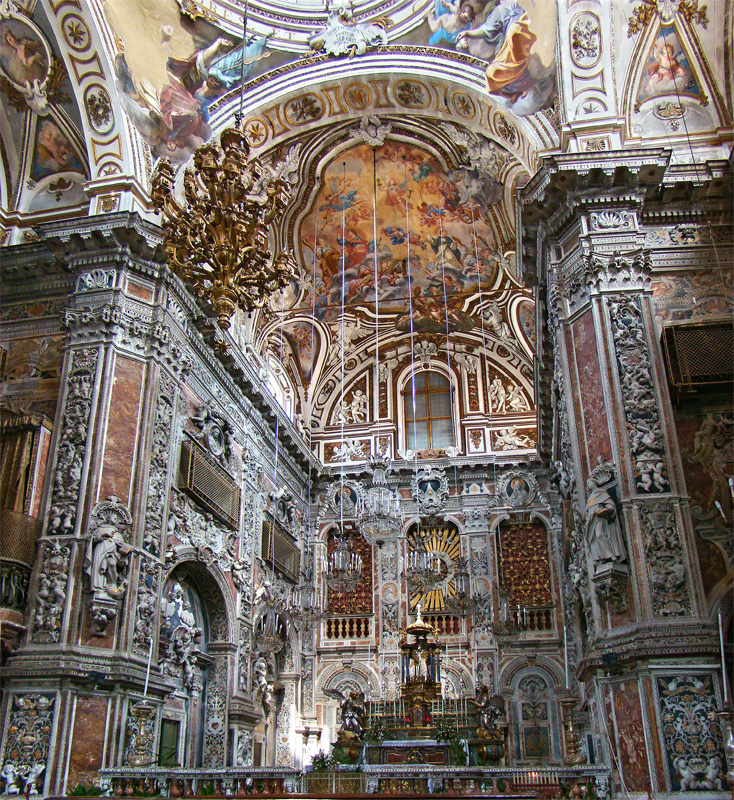
koor
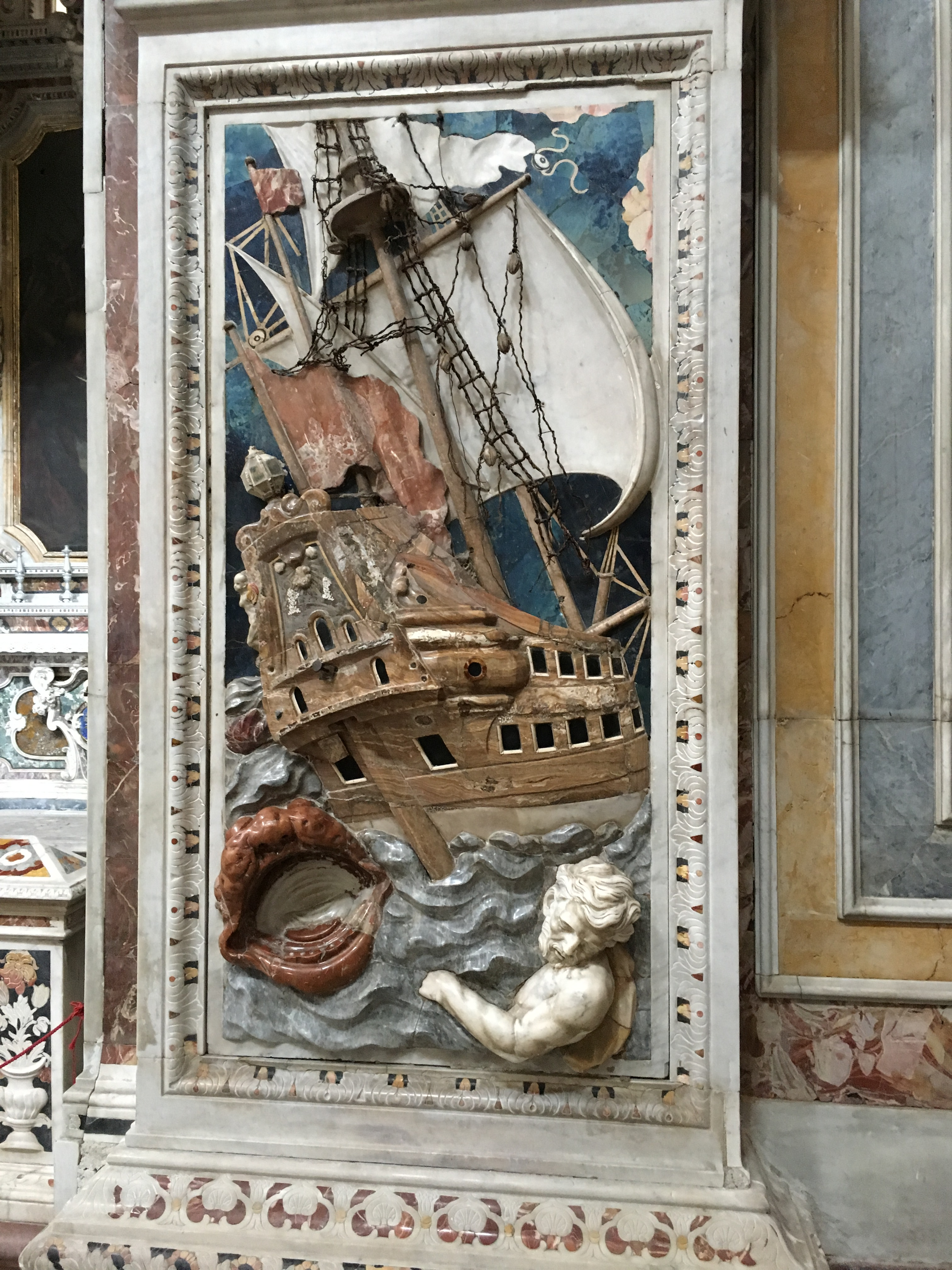
reliëf van Jona en de vis
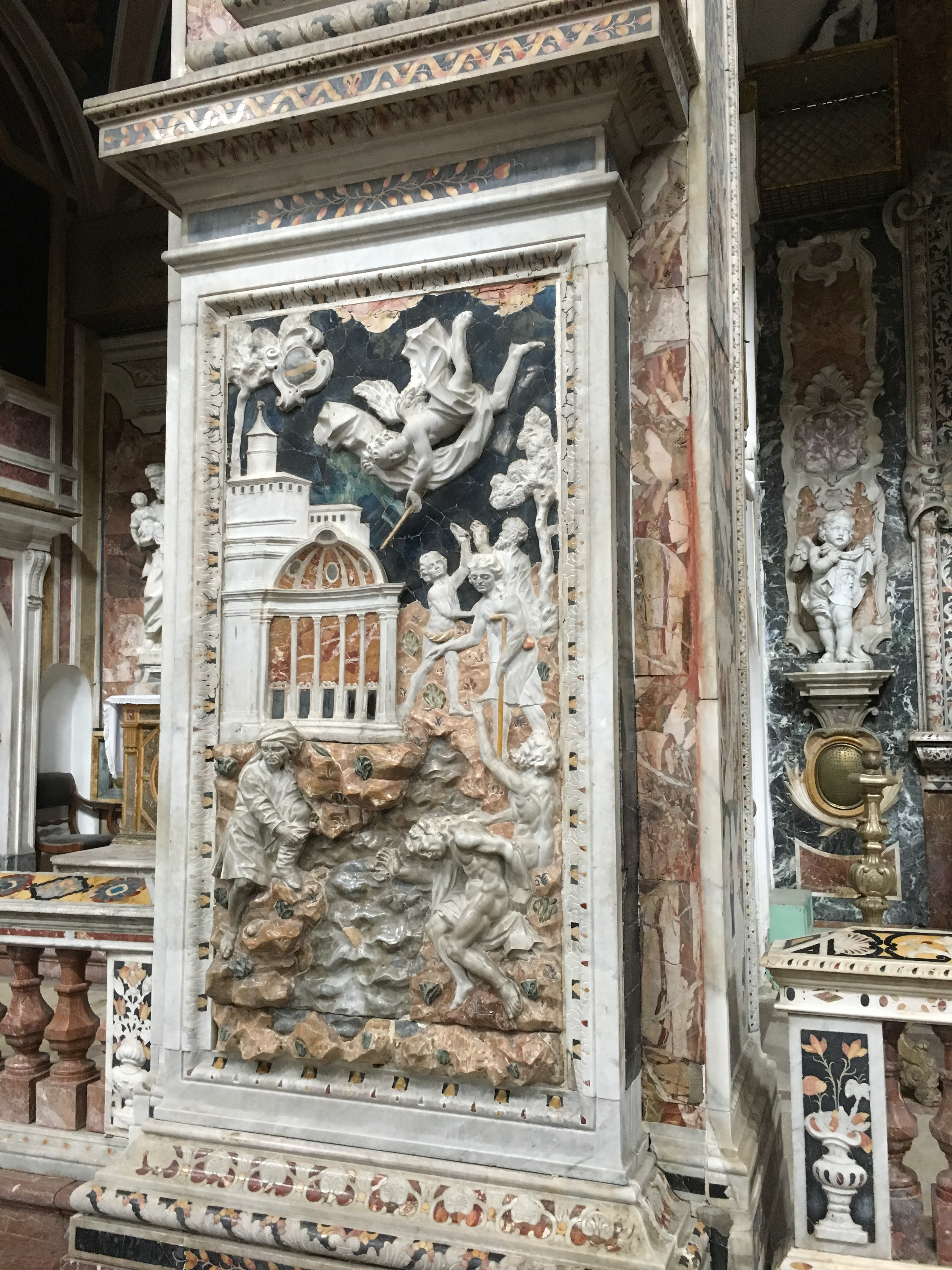
reliëf in het schip